# 張協成石廠
25°03′40″N 121°30′33″E / 25.061178°N 121.509216°E
張協成石廠，是一處原為打石店的古蹟建築，位於台北市大同區迪化街，日治1904年建立，2008年4月15日由臺北市政府依《文化資產保存法》公告為歷史建築。

## 歷史
建築位於大稻埕北段，鄰近淡水河域碼頭。1937年，石匠師張木成在此設店宅。房屋建成年份巧好是他的出生年。
鄰近的280巷舊稱「打石仔巷」，昔日是凹凸不平的碎石路，因位於張協成石廠旁得名。在打石行業興盛時期，280巷排滿石材及石製品直至現今環河北路，商品主要以花崗石材質的騎樓梁、騎樓柱礎、騎樓柱頭、窗楣梁、窗台板、門楣梁、門檻、門臼等建築構材，也有浴盆、龍柱、石碑。打石店後來搬遷到八里，約在1986年左右就停止打石生意。。
此店宅現無人居住，為私人所有。

## 建築

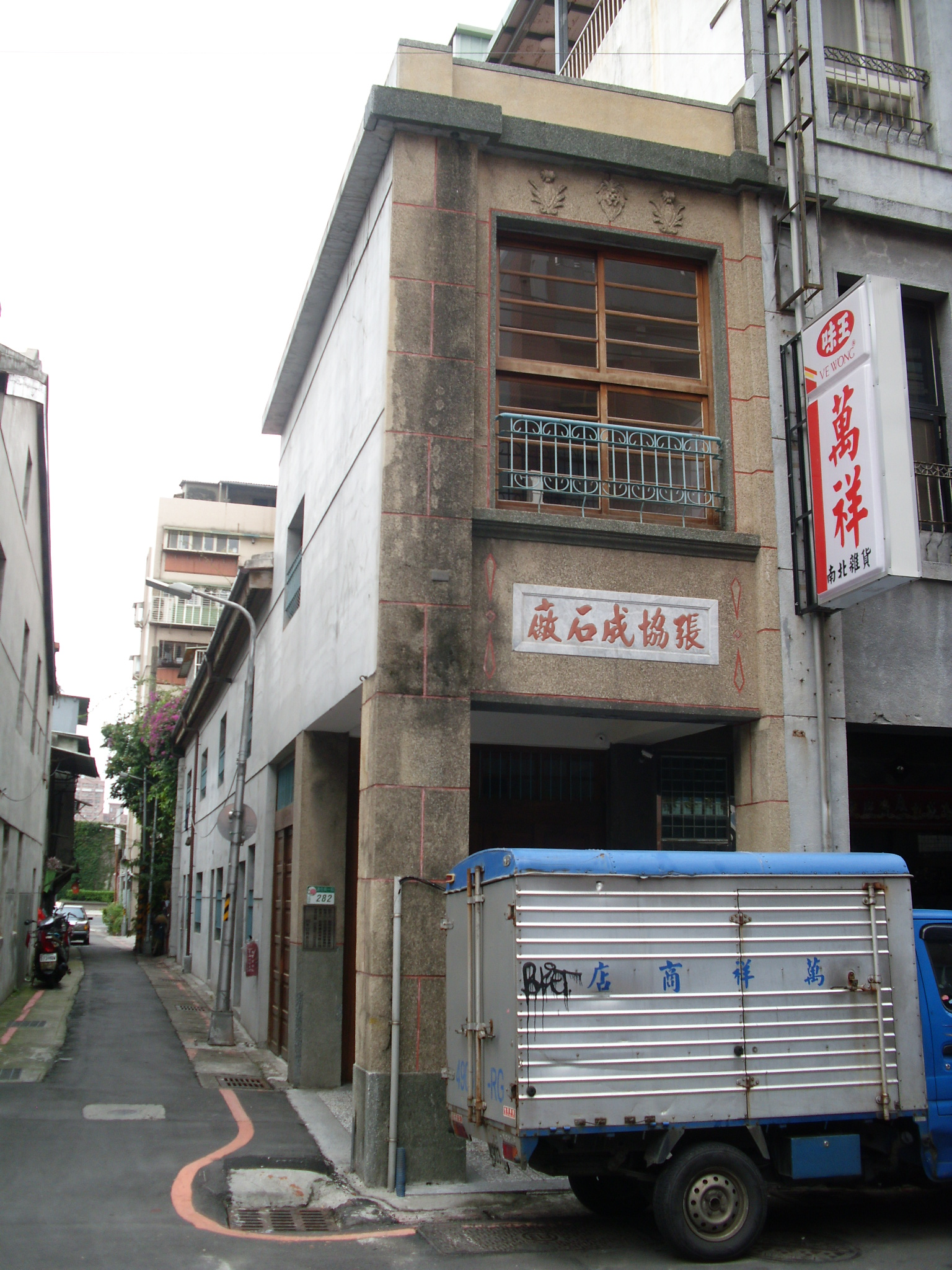

店宅建築採磚造結構，以洗石子飾外觀，依舊保留「張協成石廠」字號。簷口下方用浮雕裝飾。騎樓立面為木製門板及窗框，置鐵鑄欄杆。門窗比起其他建築物寬大，可增加通風性，減少刻石累積的石粉，也讓石材進出方便。建築後方設置有竹節式落水管，與大稻埕千秋街屋形式相同。其存在代表了台灣打石業區域分布與需求盛衰。